# Liste der Baudenkmale in Eldetal
In der Liste der Baudenkmale in Eldetal sind alle denkmalgeschützten Bauten der Gemeinde Eldetal (Mecklenburg-Vorpommern) aufgelistet. Grundlage ist die Veröffentlichung der Denkmalliste des Landkreises Müritz mit dem Stand vom April 2010. 

## Legende
In den Spalten befinden sich folgende Informationen:
- ID-Nr: Die Nummer wird von den Denkmalämtern der Landkreise vergeben. Wenn sie nicht bekannt ist, bleibt die Spalte leer. In dieser Spalte kann sich zusätzlich das Wort Wikidata befinden, der entsprechende Link führt zu Angaben zu diesem Denkmal bei Wikidata.
- Lage: die Adresse des Denkmales und die geographischen Koordinaten.
Link zu einem Kartenansichtstool, um Koordinaten zu setzen. In der Kartenansicht sind Denkmale ohne Koordinaten mit einem roten bzw. orangen Marker dargestellt und können in der Karte gesetzt werden. Denkmale ohne Bild sind mit einem blauen bzw. roten Marker gekennzeichnet, Denkmale mit Bild mit einem grünen bzw. orangen Marker.
- Bezeichnung: Bezeichnung, so wie sie in den offiziellen Listen der Denkmalämter steht. Ein Link hinter der Bezeichnung führt zum Wikipedia-Artikel über das Denkmal. Wenn die Bezeichnung der Denkmalämter inhaltlich fehlerhaft ist, ist in der Spalte „Beschreibung“ darauf hinzuweisen.
- Beschreibung: Beschreibung des Denkmales
- Bild: ein Bild des Denkmales und gegebenenfalls einen Link zu weiteren Fotos des Denkmals im Medienarchiv Wikimedia Commons

## Baudenkmale nach Ortsteilen

### Below
| ID | Lage                    | Bezeichnung                                      | Beschreibung | Bild |
| -- | ----------------------- | ------------------------------------------------ | ------------ | ---- |
| 69 | Dorfstraße 17 (Karte)   | ehem. Gutsanlage mit Gutshaus,                   |              |      |
| 69 | Dorfstraße 17 (Karte)   | Gesindehaus und                                  |              |      |
| 69 | Dorfstraße 18 (Karte)   | Wohnhaus mit                                     |              |      |
| 69 | Dorfstraße 18           | Stall                                            |              |      |
| 69 | Dorfstraße 14 (Karte)   | Torhaus (ehem. Stellmacherei)                    |              |      |
| 69 |                         | Kuhstall                                         |              |      |
| 69 | Dorfstraße              | Kopfsteinpflasterstraße (Rondell) zur Gutsanlage |              |      |
| 70 | (Straße nach Wittstock) | Kopfsteinpflasterstraße nach Wittstock           |              |      |
| 71 | Dorfstraße              | VdN-Gedenkstein                                  |              |      |

### Grabow
| ID  | Lage                           | Bezeichnung                 | Beschreibung | Bild                        |
| --- | ------------------------------ | --------------------------- | ------------ | --------------------------- |
| 146 | Dorfstraße 6                   | Stall                       |              |                             |
| 148 | Dorfstraße 14                  | Alte Schule                 |              |                             |
| 149 | Dorfstraße 17                  | 1. Wirtschaftsgebäude       |              |                             |
| 149 | Dorfstraße 17                  | 2. Wirtschaftsgebäude       |              |                             |
| 149 | Dorfstraße 17                  | 3. Wirtschaftsgebäude       |              |                             |
| 150 | Dorfstraße 18                  | Bauernhaus mit              |              |                             |
| 150 | Dorfstraße 18                  | Stall und                   |              |                             |
| 150 | Dorfstraße 18                  | Scheune                     |              |                             |
| 151 | Dorfstraße 19                  | Wohnhaus                    |              |                             |
| 152 | Dorfstraße 24                  | Wohnhaus mit                |              |                             |
| 152 | Dorfstraße 24                  | Stall und                   |              |                             |
| 152 | Dorfstraße 24                  | Backhaus                    |              |                             |
| 154 | Dorfstraße 26                  | Wohnhaus                    |              |                             |
| 154 | Dorfstraße 27                  | Stall                       |              |                             |
| 155 | Dorfstraße 28                  | Wohn- und Geschäftshaus     |              |                             |
| 156 | Friedhof                       | Friedhofsmauer mit          |              |                             |
| 156 | Friedhof                       | mehreren Portalpfeiler      |              |                             |
| 157 | Friedhof                       | Gedenkstein für KZ-Opfer    |              |                             |
| 158 | Dorfstraße (Karte)             | Kirche mit                  |              | Kirche mit                  |
| 158 | Dorfstraße                     | Feldsteinmauer              |              |                             |
| 159 | Kircharsenal                   | Kriegerdenkmal 1914/1918    |              | Kriegerdenkmal 1914/1918    |
| 160 | Ortsausgang nach Below (Karte) | Todesmarsch Gedenkstein und |              | Todesmarsch Gedenkstein und |
| 160 | Vor dem Anger                  | VdN Gedenkstein             |              |                             |

### Evchensruh
| Lage                | Offizielle Bezeichnung | Beschreibung | Bild |
| ------------------- | ---------------------- | ------------ | ---- |
| . Grabower Straße 7 | Scheune/Wohnhaus       |              |      |

### Massow
| Lage                      | Offizielle Bezeichnung                                                     | Beschreibung | Bild |
| ------------------------- | -------------------------------------------------------------------------- | --- | ---- |
| Freyensteiner Straße      | Pflasterstraße von Massow nach Freyenstein                                 | |      |
| Freyensteiner Straße      | VdN-Gedenktafel                                                            | |      |
| . Freyensteiner Straße 17 | Wohnhaus                                                                   | |      |
| . Friedhof                | Grabanlage für 4 deutsche Soldaten (Zweiter Weltkrieg)                     | |      |
| . Hof 17 (?)              | Kirche mit Kirchhofsmauer                                                  | Neoromanische Dorfkirche Massow von 1842 aus Feld- und Backsteinen mit polygonalem Chor; quadr. Turmaufsatz; Sandstein-Taufstein vom 16. Jh.                                                                        |      |
| . Hof 18                  | Gutsanlage mit Gutshaus und Park                                           | 2-gesch., 13-achs. Putzbau von 1860 mit Mezzanin, heute (2015) Pflegeheim; Gut der Familien von Flotow, von Below, von Lücken, von Pahlen, von Weltzien, von Rohr, von der Lanken, von Preen und wieder von Lücken. |      |
| . Hof 6/7                 | Schmiede und Wohnhaus                                                      | |      |
| . Hof 13                  | Brennerei (?)                                                              | |      |
|                           | Ruine der Scheune mit 2 Verbindungsgängen zur Brennerei und Kastanienallee | |      |

### Neuhof
| ID | Lage             | Bezeichnung                                                     | Beschreibung | Bild                                                            |
| -- | ---------------- | --------------------------------------------------------------- | ------------ | --------------------------------------------------------------- |
|    | Neuhof 1 (Karte) | Wohnhaus ehemalige Meierei mit Gesindehaus und ehemaligem Stall |              | Wohnhaus ehemalige Meierei mit Gesindehaus und ehemaligem Stall |

### Wredenhagen
| ID | Lage                                                            | Bezeichnung | Beschreibung | Bild |
| -- | --------------------------------------------------------------- | --- | --- | --- |
|    | Am Burgberg 1 (Karte)                                           | Burganlage mit Torhaus und Amtshaus = Forsthaus und Gutshaus (Schule) und Burgmauer und Mauerhaus und Brunnen und Resten des Kellerhauses und Pflasterung (historische) und gepflasterte Zufahrt zur Burg und Reste der Parkanlage | | Burganlage mit Torhaus und Amtshaus = Forsthaus und Gutshaus (Schule) und Burgmauer und Mauerhaus und Brunnen und Resten des Kellerhauses und Pflasterung (historische) und gepflasterte Zufahrt zur Burg und Reste der Parkanlage |
|    | Am Burgberg 12                                                  | Brennerei | | |
|    | Am Burgberg 15 (Karte)                                          | Stall = Falknerei (ehem. Rinderstall) | | |
|    | Am Forsthof 1                                                   | Scheune des Forsthofes und Umfassungsmauer | | |
|    | an der Kirche                                                   | Kriegerdenkmal 1914/18 | | Kriegerdenkmal 1914/18 |
|    | an der Länder-/Kreisgrenze, Straße nach Wittstock (L24) (Karte) | Meilenstein-Landesgrenze | Mecklenburger Rundsockelstein an der L 24, südlich von Neukrug, an der Landesgrenze zu Brandenburg in Eldetal OT Wredenhagen. | Weitere Bilder |
|    | Dorfstraße 11 (Karte)                                           | Meilenstein | Mecklenburger Rundsockelstein an der L 24, Dorfstraße 11 in Eldetal OT Wredenhagen.                                           | Weitere Bilder |
|    | Dorfstraße 37 (Karte)                                           | Pfarrhaus | | |
|    | Dorfstraße 37 (Karte)                                           | Pfarrhaus | | |
|    | Dorfstraße 52 (Karte)                                           | Kirche | | Kirche |
|    | Dorfstraße 69 (Karte)                                           | Wohn- und Geschäftshaus | | Wohn- und Geschäftshaus |
|    | Dorfstraße 70 (Karte)                                           | Wohnhaus mit Mauer | | Wohnhaus mit Mauer |
|    | Dorfstraße 75 (Karte)                                           | Wohnhaus | | Wohnhaus |
|    | Dorfstraße 85 (Karte)                                           | Wohnhaus, Straßenfassade | | |
|    | Dorfstraße 105 (Diekstrat 2) (Karte)                            | Wohnhaus | | Wohnhaus |
|    | Dorfstraße 108 (Diekstrat 5) (Karte)                            | Wohnhaus | | Wohnhaus |
|    | Fledderborg                                                     | Forstdenkmal | | |
|    | Röbeler Chaussee 23                                             | Wohnhaus | | |

### Zepkow
| ID | Lage                     | Bezeichnung                                                         | Beschreibung                                                                                                   | Bild   |
| -- | ------------------------ | ------------------------------------------------------------------- | --- | ------ |
|    | Dorfstraße 30 (Karte)    | Kirche                                                              | Dorfkirche vom 19. Jahrhundert als Backsteinbau auf altem Feldsteinsockel (13. Jh.) und mit Holzturm von 1775. | Kirche |
|    | Dorfstraße 30            | Kriegerdenkmal 1914–1918                                            | |        |
|    | Dorfstraße 36 (Karte)    | Wohnhaus mit Saalanbau und Stall und Speicher                       | |        |
|    | Dorfstraße 64/65 (Karte) | Wohnhaus                                                            | |        |
|    | Dorfstraße 73/74 (Karte) | Wohnhaus mit Scheune (Feuerwehrhaus), Mauer und ehemaliger Schmiede | |        |
|    | Dorfstraße 78 (Karte)    | Wohnhaus                                                            | |        |
|    | Dorfstraße 81/82 (Karte) | Wohnhaus                                                            | |        |
|    | Friedhof (Karte)         | Friedhofsportal mit Feldsteinmauer                                  | |        |

## Quelle
- Karte der Baudenkmale im Geoportal des Landkreises